# Закат Диснея
«Закат Диснея» (название стилизовано под минускул, то есть закат диснея) — третий студийный мини-альбом певицы «Гречка», вышедший 17 декабря 2021 года на лейбле Atlantic Records Russia. Релиз состоит из пяти композиций общей длительностью в тринадцать минут. В альбоме певица затрагивает темы расставаний и детских иллюзий. Презентация пластинки состоялась 19 декабря в Москве.

## Предыстория и релиз
Название мини-альбома «Закат Диснея» символизирует для исполнительницы этап взросления в её жизни. В детстве Анастасия увлекалась сериалами Disney, просмотр отвлекал её от реальных проблем. Также певица подметила, что ей легко сдружиться с людьми, у которых было такое же хобби.
Я слишком жила в иллюзиях «Диснея» и отрицала, что я живу в России и я русская. Мне было тяжело принять себя как что-то русское.Гречка на интервью у Meduza
Первые четыре композиции альбома посвящены расставанию исполнительницы с бывшей партнёршей, такой метод терапии посоветовал личный психолог Гречки.
18 ноября 2021 года Гречка выпустила сингл «Не моё», через месяц вышел мини-альбом «Закат Диснея», состоящий из пяти треков, общей длительностью в тринадцать минут и девятнадцать секунд. Треки записаны в жанре альтернативного рока и техно, аранжировщиками стали Анатолий Симонов и Игорь Нарбеков, сведением занимался Дмитрий Эбергарт. В «Останови меня» артистка повествует о безответной любви, песня «Ночью» посвящена переживаниям после окончания тёплых отношений, «Не моё» описывает разочарование в возлюбленной. «Хватит 2» является второй версией ранее выпущенного трека «Хватит», в ней исполнительница учится на ошибках прошлых отношений, а также признается в суицидальных мыслях. В песне «Сама» (единственная песня на альбоме, не посвящённая расставанию) Гречка называет жизнь «отравленной мечтой».
«Закат Диснея» попал в российские чарты Apple Music, заняв 18-е место. Презентация пластинки состоялась 19 декабря, в Московском клубе IZI.
30 мая 2022 года на песню «не моё» вышел музыкальный клип, в котором певица предстаёт в образе принцессы, но в итоге отказывается от этого образа ради карьеры рок-звезды.

### Критика
Владимир Орехов из Spirit of Rock покритиковал Гречку за маленькое количество песен на пластинке. «Наше радио» положительно отозвались об альбоме, дав личный комментарий:
Сейчас в ваших ушах — одна человеческая жизнь. Певица Гречка взрослеет на глазах, и вместе с ней меняются ее тексты. Перед нами полная откровенность, ведь музыка для Насти — это выражение чувств и собственных эмоций.Наше Радио

## Длительность
Информацию предоставил Apple Music, названия композиций стилизованы под минускул. Все тексты песен написаны Анастасией Ивановой (Гречка).
| №                   | Название            | Длительность |
| ------------------- | ------------------- | ------------ |
| 1.                  | «останови меня»     | 3:14         |
| 2.                  | «ночью»             | 2:24         |
| 3.                  | «не моё»            | 2:20         |
| 4.                  | «хватит 2»          | 2:52         |
| 5.                  | «сама»              | 2:28         |
| Общая длительность: | Общая длительность: | 13:19        |

## Участники записи
- Анастасия Иванова — вокал, текст песен[1]
- Анатолий Симонов — аранжировка песен «Останови меня», «Не моё», «Хватит 2»[6]
- Игорь Нарбеков — аранжировка песен «Ночью», «Сама»[6]
- Дмитрий Эбергарт — сведение[6]

## Чарты
| Чарт                         | Позиция |
| ---------------------------- | ------- |
| Apple Music (Альбомы России) | 18      |